# La marchesa di Santa Cruz
La marchesa di Santa Cruz è un dipinto a olio su tela (125x208 cm) realizzato nel 1805 dal pittore spagnolo Francisco Goya.
È conservato nel Museo del Prado di Madrid.
Raffigura la marchesa Joaquina Téllez-Girón nelle vesti di Euterpe. La donna è sdraiata su un canapè e regge in mano una cetra.

## Storia

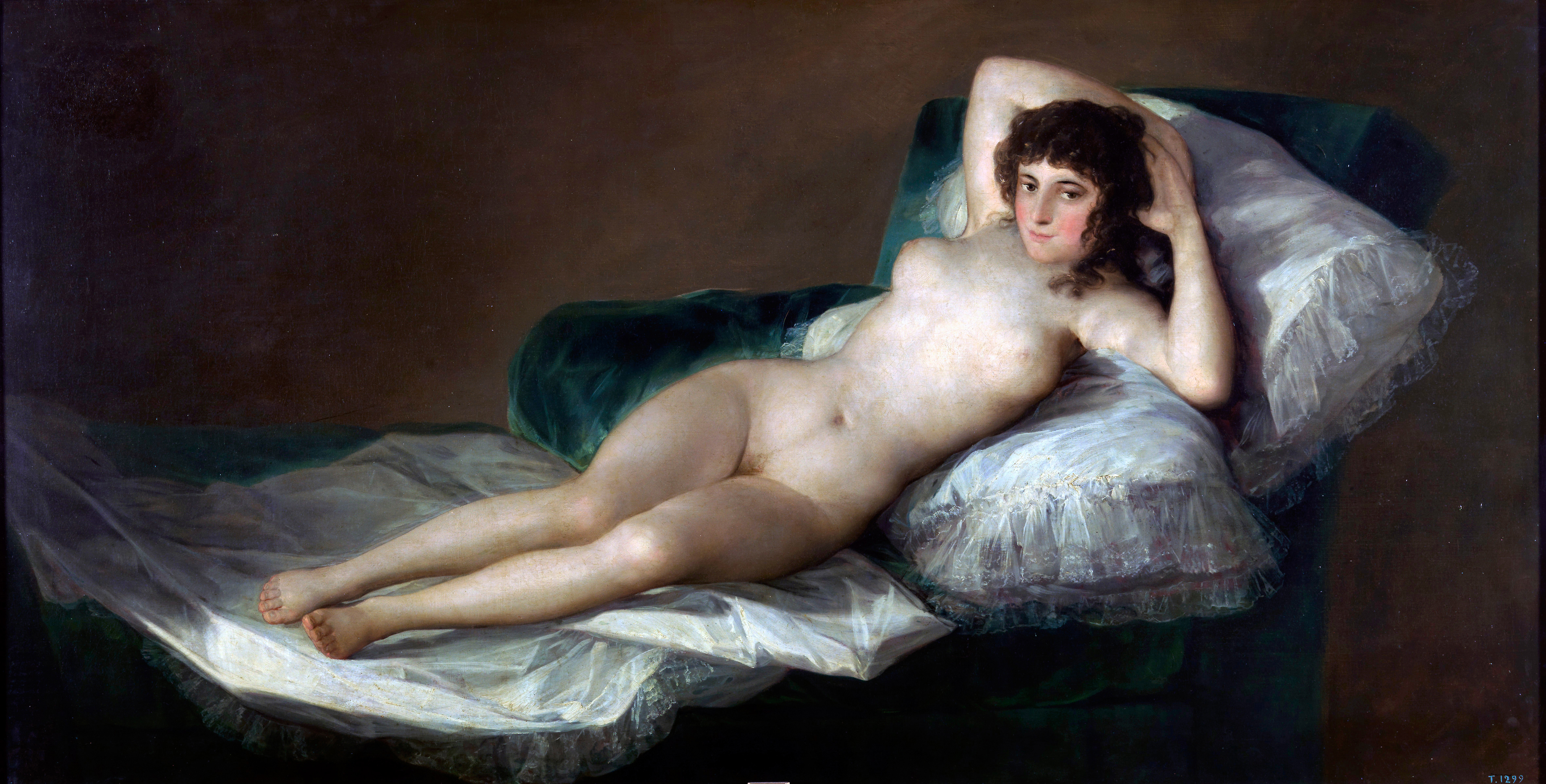
Francisco Goya, La maja desnuda, 1800 ca, Olio su tela, 95 x 190, Madrid, Museo del Prado

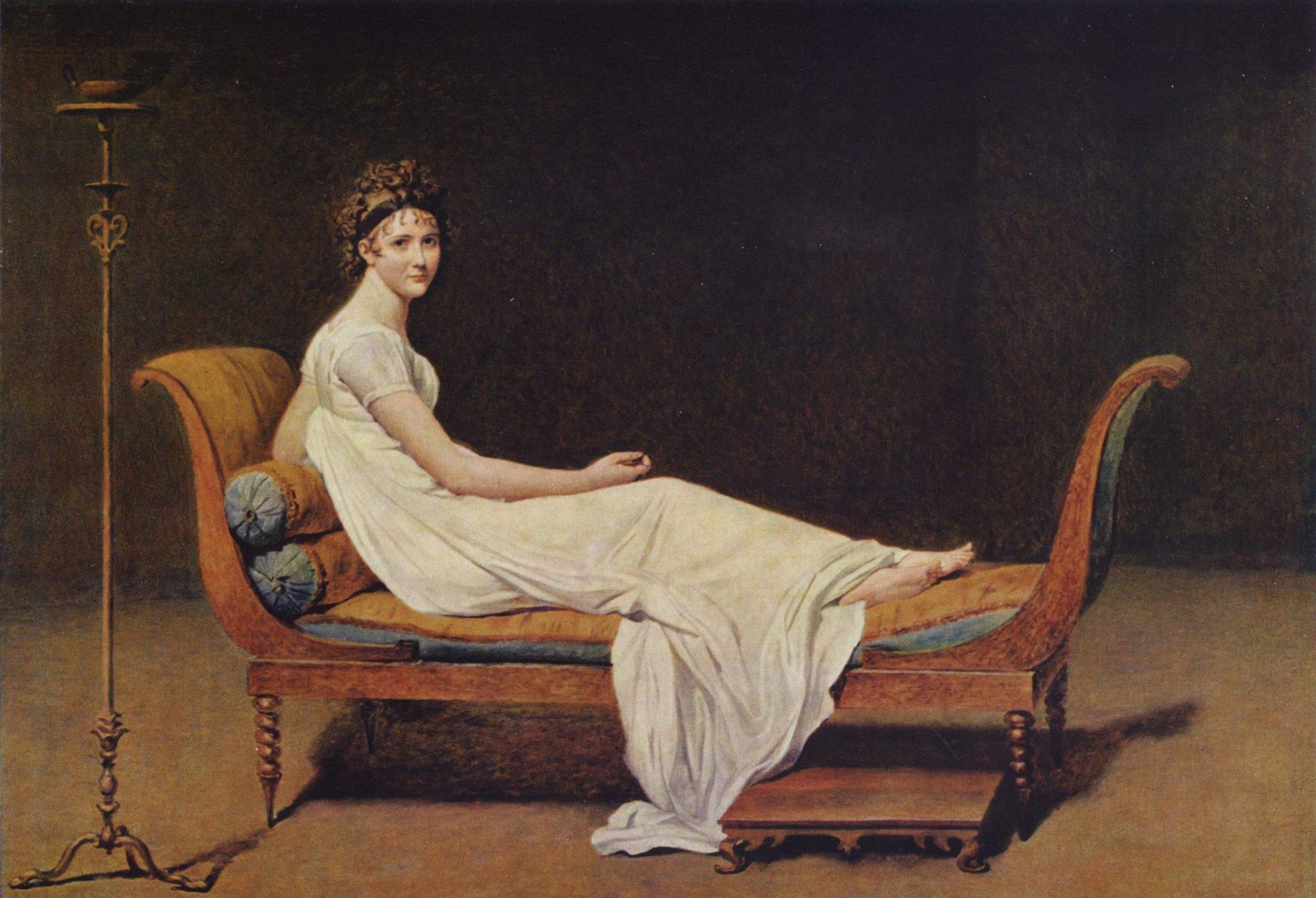
Jacques-Louis David, Madame Récamier, 1800, Olio su tela, 174 x 224, Parigi, Musée du Louvre

Joaquina Téllez-Girón era seconda figlia del duca di Osuna e moglie di Jose Silva-Bazán y Waldstein che nel 1802 diverrà marchese di Santa Cruz; sarà il primo Direttore del Museo del Prado. Fu una delle donne più belle e ammirate del suo tempo, amica e confidente di poeti e scrittori. Già i precedenza Goya aveva ritratto la marchesa, da bambina, nel gruppo familiare del duca di Osuna e figli.
Goya rappresenta la marchesa come Euterpe, musa della poesia lirica, di cui regge in mano il simbolo della cetra, riferimento ad Apollo, per il mecenatismo della marchesa e per le aspirazioni poetiche che coltivava.
Il quadro è stato per anni uno degli elementi di spicco di una collezione privata, la collezione Valdés, a Bilbao. In seguito a rovesci finanziari e questioni ereditarie il quadro fu venduto nei primi anni ottanta e, attraverso vari passaggi, divenuta proprietà di un nobile inglese, Lord Wimborne che nel 1986 decise di venderlo all'asta a Londra.
In seguito a ricorso in sede internazionale e al successivo esborso di circa 6 milioni di dollari, il governo spagnolo riuscì a fermare la vendita ed assicurarsi la proprietà del quadro, che ora è conservato presso il Museo del Prado.

## Analisi

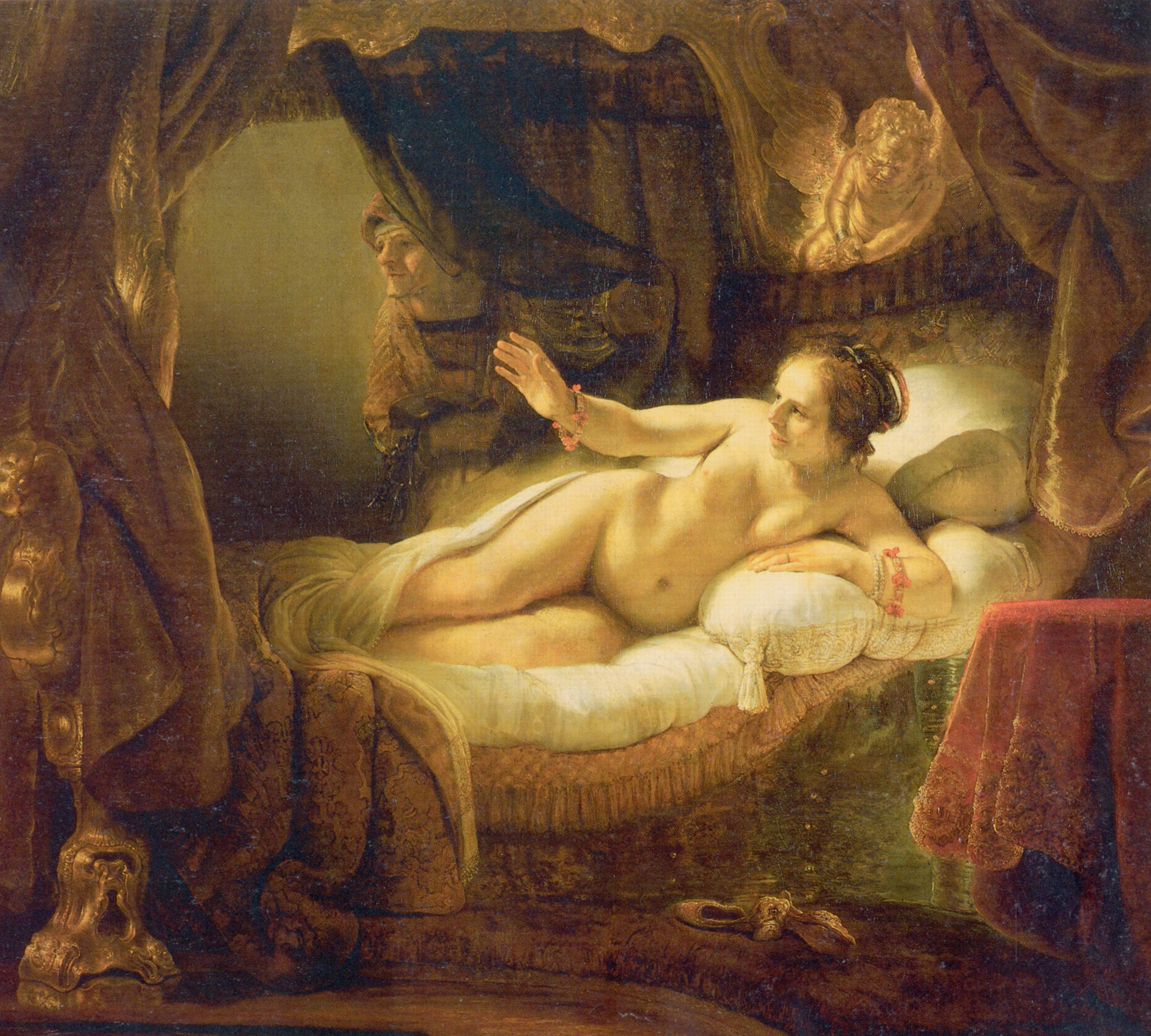
Rembrandt van Rijn, Danae, 1636 ca, Olio su tela, 185 x 203, San Pietroburgo, Ermitage

È uno dei quadri in cui maggiormente Goya subisce l'influenza neoclassica del tempo, soprattutto dei contemporanei David o di Canova, ma anche l'influenza dei più lontani Guercino o Rembrandt.
Si noti, comunque, come la postura della marchesa risulti la stessa della Maja desnuda e della Maja vestida, ma in questo caso, in obbedienza ai canoni prima rinascimentali e poi accademici, il componimento è inserito nel grande filone dei riferimenti iconografici mitologici: le fogli di vite e i grappoli d'uva, la cetra attributo della Musa, sono tutti elementi di scuola classica che Goya sta per abbandonare definitivamente.
Tuttavia nella rappresentazione della donna Goya è ancora una volta insuperato maestro: la posa seducente e sensuale colpisce ancora oggi e lo sguardo trasognato conserva un che di infantile e di affettuoso, come se un filo invisibile unisse questo ritratto a quello della bambina di anni prima e, insieme, al pittore, che a quella famiglia portava sincero affetto.